# Nättraby-Hasslö församling
Nättraby-Hasslö församling är en församling i Blekinge kontrakt, Lunds stift och Karlskrona kommun.

## Administrativ historik
Församlingen bildades 1 januari 2010 genom sammanslagning av Nättraby församling och Hasslö församling och bildar ett eget pastorat. Det fanns ingen gemensam gräns mellan de två församlingarna.

## Kyrkor
Församlingskyrkor är Nättraby kyrka och Hasslö kyrka.